# Nant de Drance
Der Nant de Drance ist ein Wildbach in den Walliser Alpen, der im Grenzgebiet zwischen der Schweiz und Frankreich verläuft. Er entsprang an den Hängen der Alp Vieux Emosson und mündete bei Emosson als rechter Zufluss in die Barberine. Seit 1955 ist er der Abfluss des Stausees von Vieux Emosson und seit 1974 mündet er in den Lac d’Emosson. Dadurch hat sich die Länge des Nant de Drance etwa halbiert. Heute ist der Bach Bestandteil des weitauslaufenden Kraftwerksystems der Electricité d’Emosson (ein Gemeinschaftunternehmen von Alpiq und EDF) in Hochsavoyen und dem Unterwallis.

## Kraftwerk
Ab September 2008 baute die Nant de Drance SA ein Pumpspeicherkraftwerk zwischen den beiden Seen. Am 1. Juli 2022 ging das Kraftwerk in Betrieb. Dabei wird das bereits heute in einem Stollen talwärts geleitete Wasser genutzt, respektive Wasser vom Emosson- in den Vieux-Emosson-See gepumpt. Gemäss der Kraftwerksgesellschaft sind von der Wassernutzung im geschlossenen Kreislauf zwischen den beiden Stauseen «natürliche Gewässer […] nicht betroffen.»
Die Staumauer des Vieux-Emosson-Stausees wurde von 45 m um 20 m erhöht, wodurch das Fassungsvermögen auf 25 Mio. m³ verdoppelt werden konnte. Diese Wassermenge reicht aus, um das Pumpspeicherkraftwerk mit 900 MW etwa 20 Stunden ununterbrochen betreiben zu können. Als unteres Staubecken dient der Lac d’Emosson, der mit 227 Mio. m³ etwa neunmal so gross ist wie das Oberbecken.
Das Pumpspeicherwerk besteht aus sechs Francis-Pumpturbinen zu je 150 MW (in Kombination mit doppelt-gespeisten Asynchronmaschinen mit regelbarer Drehzahl à 175 MVA), die in weniger als 10 min vom Volllast-Turbinenbetrieb in den Volllast-Pumpbetrieb umschalten können. Es hat einen Wirkungsgrad von über 80 % und soll eine Jahresarbeit von ca. 2,5 TWh erbringen.
Das Speicherkraftwerk ging nach 14 Jahren Bauzeit am 1. Juli 2022 in Betrieb. Der Bau der Anlage hat umgerechnet 2 Milliarden Euro gekostet. Die installierte Leistung beträgt 900 MW, gespeichert werden können 20 GWh.

## Lagekarte

Karte der Kraftwerkssysteme beim Lac d’Emosson. Das Kraftwerk Nant de Drance ist in Grün dargestellt, die Anlagen der Electricité d’Emosson SA in Blau, die der SBB gehörenden Anlagen des Kraftwerk Barberine-Vernayaz in Rot.